# Nikaia (fille d'Antipater)
Nikaia (en grec ancien Νικαία / Nikaia), morte vers 302 av. J.-C., est l'une des filles d'Antipater, régent de Macédoine, et la première épouse de Lysimaque.

## Biographie
Dans le cadre des négociations matrimoniales qui suivent la mort d'Alexandre le Grand, Nikaia est censée épouser Perdiccas mais celui-ci est assassiné en 321 av. J.-C. Les sources historiques sont peu claires au sujet du supposé mariage avec Perdiccas. Certaines indiquent que Perdiccas épouse Nikaia afin de ne pas froisser le régent de Macédoine pour la répudier aussitôt au profit de Cléopâtre, sœur d'Alexandre. Eumène de Cardia aurait eu pour mission d’annoncer à cette dernière l’annulation du mariage avec Nikaia. D’autres mentionnent au contraire qu’Antipater refuse de marier sa fille à Perdiccas.
Elle épouse ensuite Lysimaque, roi de Thrace, dans le cadre de négociations de rapprochement entre ce dernier et son père. À sa mort, Lysimaque se remarie avec Amastris (302), puis avec Arsinoé II (300). Elle est la mère d'Agathocle, fils aîné de Lysimaque que ce dernier fait tuer vers 283, d’Arsinoé Ire et d’Eurydice.
En hommage à sa défunte épouse, Lysimaque renomme en 301 la cité d'Antigonie de Bithynie en Nicée (aujourd'hui İznik en Turquie).
- Édouard Will, Histoire politique du monde hellénistique 323-30 av. J.-C., Paris, Seuil, coll. « Points Histoire », 2003 (ISBN 2-02-060387-X).